# ایتپتیم
ایتپتیم (به پرتغالی: Itapetim) یک منطقهٔ مسکونی در برزیل است که در پرنامبوکو واقع شده‌است. ایتپتیم ۴۰۵ کیلومتر مربع مساحت و ۱۳٬۵۵۳ نفر جمعیت دارد و ۶۳۷ متر بالاتر از سطح دریا واقع شده‌است.